# Années 1460 av. J.-C.
Les années 1460 av. J.-C. couvrent les années de 1469 av. J.-C. à 1460 av. J.-C.

## Évènements
- 1465 av. J.-C. : début de règne de Zu Ding, quinzième roi de la dynastie Shang en Chine selon la tradition[1].

- Vers 1465-1440 av. J.-C. : règne de Tudhaliya Ier, roi des Hittites[2]. Tudhaliya, qui a des attaches hourrites et kizzuwatniennes, fonde à Hattusa une nouvelle dynastie. Il remporte des victoires sur les Hourrites, affaiblis par leurs luttes avec Thoutmosis III, ce qui lui permet de dominer le Kizzuwatna, et s’empare temporairement d’Alep. Il renouvelle le personnel dirigeant : dignitaires et princes aux noms hourrites partagent le pouvoir avec la vieille aristocratie anatolienne. Les dignitaires, d’abord choisis dans la famille royale, puis dans les grandes familles de l’aristocratie, assument des charges (service de la Maison royale, armée et administration) qui les mettent en contact avec tous les secteurs d’activité. Les gouverneurs ont pour tâche de faire régner la justice en relation avec les conseils d’Anciens que l’on trouve dans les villes et de veiller à la stricte observation des fêtes religieuses. Hors du territoire hittite proprement dit, l’administration est indirecte. Les princes vassaux des territoires conquis reconnaissent l’autorité du Grand roi, dont les représentants veillent au respect et à la bonne exécution des ordres et des obligations. Les princes des territoires qui ont été rattachés à l’empire par traité sont « les protégés » du roi : leurs obligations sont de même nature, mais souvent plus légères et les rapports sont plus diplomatiques.

- 1462 av. J.-C.[4] : en l’an 42 du règne de Thoutmôsis III, le roi du Mitanni, les princes de Kadesh et de Tounip forment une dernière coalition. Thoutmosis arrive par mer à Simyra, prend le port voisin d’Irkata, favorable aux coalisés, puis investit Tounip. Il marche sur Kadesh qui tombe après un bref siège[5]. Après cette victoire, le pouvoir du roi d’Égypte n’est plus contesté en orient comme en Afrique. Il perçoit de riches tributs et reçoit des hommages de Chypre (cuivre), du Hatti (pierres précieuses) et de l’Assyrie (lapis-lazuli).